# Colegio Preparatorio de Xalapa
El Colegio Preparatorio de Xalapa (CPX) es una institución educativa pública de nivel bachillerato dependiente de la Dirección General de Bachillerato (DGB). Está localizado en el Centro Histórico de la ciudad capital de Xalapa, Veracruz. Inició sus labores el 16 de septiembre de 1843, por iniciativa del licenciado Antonio María de Rivera y con apoyo del general Antonio López de Santa Anna. El Colegio tuvo como intención inicial albergar un instituto educativo medio superior que acaparara la demanda educativa de la región.

## Historia

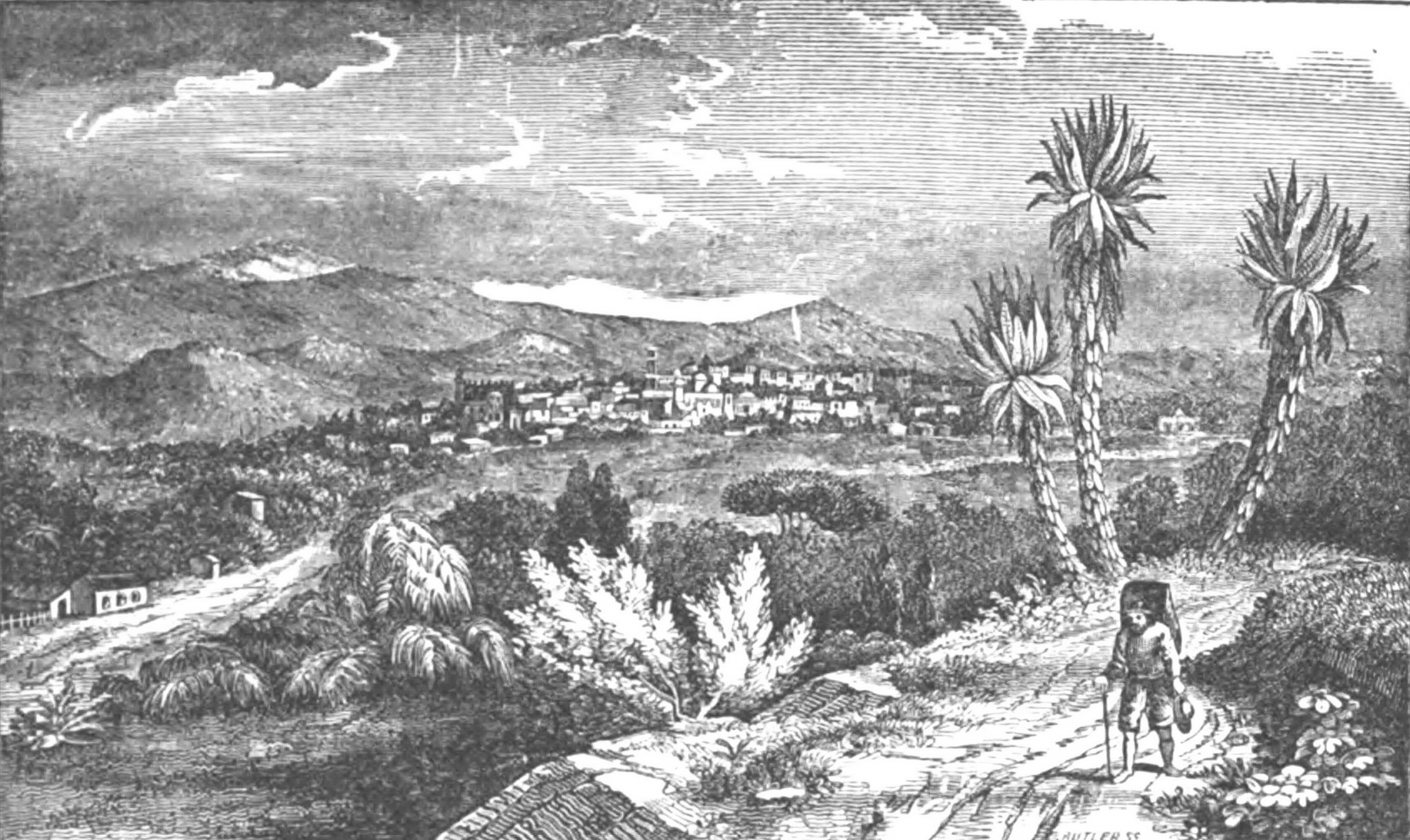
Xalapa en 1847

El 6 de abril de 1843, el general Antonio López de Santa Anna, por petición directa del Lic. Antonio María de Rivera, dictó un decreto por el cual brindaba su apoyo a la fundación del Colegio Nacional de Xalapa. La Junta Directiva del Colegio fue integrada en mayo de 1843 por el coronel José Julián Gutiérrez, jefe político de Xalapa, como presidente; el Lic. Ramón Terán, secretario; Bernardo Sayago, tesorero; el cura José Francisco Campomanes, Vicente Camacho y Antonio Martínez, vocales. Antonio María de Rivera se le designó Rector del colegio. El colegio se inauguró oficialmente el 16 de septiembre de 1843, constituyéndose como el segundo colegio de segunda enseñanza en el estado de Veracruz, después del Colegio Preparatorio de Orizaba. Las clases iniciaron el 2 de octubre con cuarenta alumnos. En sus inicios, se ubicó en un ala del edificio del Convento de San Francisco. La Junta elaboró un plan de estudios que comprendía las siguientes materias: Castellano, Latín, Francés, Inglés, Teología Moral, Jurisprudencia, Medicina, Cirugía y Farmacia, Economía política y Comercio, Historia sagrada e Historia profana, Retórica, Literatura, Matemáticas, Geografía, Música, Dibujo y Pintura.
La escuela no recibió ayuda económica del gobierno de la República, ni del gobierno Departamental, aun cuando sus patrocinadores habían sido el presidente Santa Anna y el gobernador Quijano. En esta situación, el rector Antonio María de Rivera no solamente no cobraba sueldo, sino que muchas veces disponía de su dinero para cubrir gastos de la escuela. Durante la Intervención Estadounidense en México, Juan Soto, gobernador de Veracruz, solicitó el edificio del convento franciscano para instalar un hospital militar. Posteriormente, los invasores, al llegar a Xalapa, se posesionaron del convento y lo destinaron para cuartel. Antonio María de Rivera trasladó el Colegio a una casa rentada y después al número 64 de la calle Belén (hoy Rafael Lucio). Hacia 1850 por gestiones del mismo Antonio María de Rivera el gobierno cedió al Colegio una vieja casa ubicada en la calle de la Amargura no. 82, esquina con Nacional (actualmente Revolución esquina con Juárez). Ahí funcionó durante algunos años hasta que en 1861 el gobernador Ignacio de la Llave, durante la Invasión Francesa, ordenó el desalojo del local que ocupaba el Colegio para establecer un hospital militar. Después del conflicto bélico, el Colegio retornó al mismo edificio. Antonio María de Rivera continuó como rector hasta 1868 cuando, por orden del gobernador Francisco Hernández y Hernández, fue relevado por Joaquín G. Aguilar, catedrático del mismo Colegio Preparatorio.

## Edificio

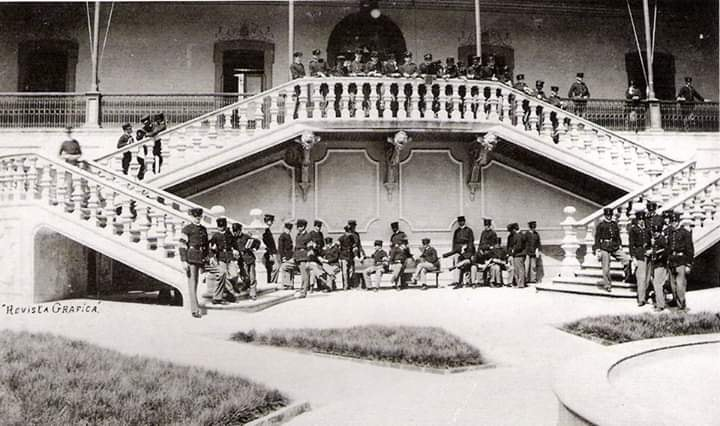
Escalinatas

El Colegio se encuentra en la calle Juárez, esquina con la calle Revolución, ubicado en el centro de la ciudad de Xalapa. Posee una forma cúbica imperfecta y cuenta con una superficie de 2,532 m². En el interior se encuentra la explanada principal rodeada por las aulas a modo de claustro panóptico. Fue construido en 1900 e inaugurado en 1901, durante la gubernatura estatal de Teodoro A. Dehesa y la presidencia de Porfirio Díaz Morí. El perfil arquitectónico coincide con el proyecto estético porfirista que se apega al estilo afrancesado. Los trabajos de ampliación se inauguraron el 1 de junio de 1943 cuando el Lic. Jorge Cerdán entregó el edificio al director del plantel Lic. Víctor G. Piña.
El edificio cuenta con dieciséis aulas, tres laboratorios, dos bibliotecas, un museo, aula de informática, aula de maestros, archivo, dirección y el paraninfo.   

### Paraninfo

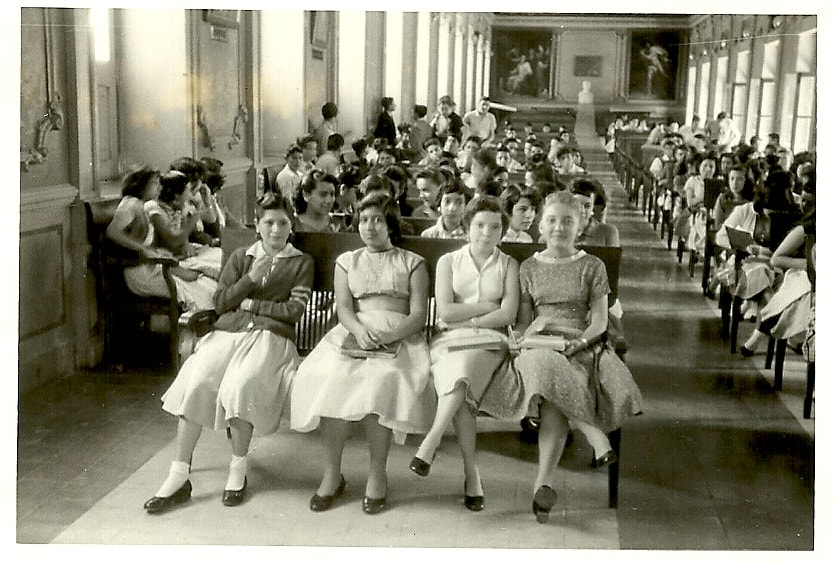
Paraninfo

El paraninfo es el salón de actos donde se presiden importantes eventos de la escuela y de la ciudad. En este se encuentran decoros de estilo rococó con elementos vegetativos así como se pueden observar ilustraciones en el techo que representan diversas ciencias y artes. Fue diseñado por Carlos Steiner.
En este lugar se encuentra la colección más completa de las obras de Joan Bernadet, pintor de origen catalán que vivió en Xalapa. Entre sus trabajos, se encuentran diversas pinturas que ilustran a mexicanos ilustres y personalidades destacadas de la ciudad de Xalapa, entre los que sobresalen Porfirio Díaz, Salvador Díaz Mirón, Teodoro A. Dehesa y Antonio López de Santa Anna.

### Museo
El museo contiene una extensa colección de animales disecados y de instrumentos y herramientas que antiguamente se utilizaban para la investigación científica. Entre lo expuesto, destaca el enorme esqueleto de un ballenato encontrado en las costas del puerto de Veracruz a inicios del siglo XX.

### Biblioteca histórica
La biblioteca histórica destaca por su colección de 17,631 libros. Inicialmente fue un reducido salón que albergaba 490 volúmenes de acervo para 1901, pero con el tiempo el espacio resultó insuficiente y el local se amplió con más estantería. En 1943, es remodelada por primera vez; esto se realizó en tres etapas: la primera consistió en rehacer el mobiliario que contiene las diversas ediciones, hecho en cedro importado. La segunda etapa consistió en rehacer las mesas de trabajo y lectura y las sillas, que tienen el modelo colonial norteamericano. El tercer paso fue realizar el cielo raso, cuya ornamentación fue definida como renacentista por su actor extinto, Joaquín Murillo Díaz. Es nuevamente remodelada durante la década de los noventa. La biblioteca es declarada Patrimonio Cultural de los Veracruzanos en 2005. 
Los volúmenes están divididos en diversas áreas, donde destaca Historia y Geografía, con mil 808 libros, siendo la más grande y donde se halla “Roma y su grandeza”, publicado en 1870. Le sigue Literatura con mil 625 volúmenes, donde hay varias ediciones de El Quijote de la Mancha de Miguel de Cervantes Saavedra y La Divina Comedia de Dante Alighieri de 1870. La tercera más grandes es Ciencias Sociales, con mil 25 libros y que tiene el libro más antiguo, que data del año de 1565. El área más pequeña, Bellas Artes, sólo cuenta con 58 libros, y en ella se encuentra el Tratado de Pintura de Leonardo da Vinci.
El escritor Salvador Díaz Mirón cedió las regalías de su obra Lascas para incrementar el acervo bibliográfico de la escuela.